# Trans-World-Airlines-Flug 541
TWA Flug 541 war ein Inlandpassagierflug in den USA. Das Flugzeug wurde von Robin Oswald mit dem Versuch entführt, Garrett Brock Trapnell aus dem Hochsicherheitsgefängnis United States Penitentiary Marion zu befreien. Die Entführung wurde von einem FBI Verhandlungsteam erfolgreich beendet. Alle Passagiere wurden befreit, die Flugzeugentführerin konnte zur Aufgabe gezwungen werden.

## Hintergrund
Am 29. Januar 1972 entführte Garrett B. Trapnell einen TWA-Flug von Los Angeles nach New York. Er forderte 306.800 US-Dollar (etwa 1.735.600 $ inflationsbereinigt im Jahre 2016), die Freilassung der Bürgerrechtlerin Angela Davis sowie ein Gespräch mit Präsident Nixon. Die Entführung wurde beendet, indem Trapnell entwaffnet wurde. Er wurde zuvor von einem FBI-Agenten angeschossen. Der Agent täuschte vor, Verhandlungen vorzunehmen.
Am 24. Mai 1978 entführte Trapnells 43-jährige Freundin Barbara Ann Oswald, eine US Army Staff Sergeant auf Urlaub, einen in Saint Louis stationierten Helikopter und zwang den Piloten zur Landung auf dem Gelände des United States Penitentiary Marion Gefängnisses. Während der Landung kämpfte der Pilot Allen Barklage, ein Vietnamveteran, mit Oswald und entriss ihr die Pistole. Danach erschoss er Oswald und vereitelte damit die Flucht von Trapnell.

## Vorfall
Am 21. Dezember 1978 entführte Robin Oswald, die 17-jährige Tochter von Barbara Annette Oswald, den TWA Flug 541 und forderte die Freilassung von Trapnell. Ansonsten würde sie sich mittels an ihrem Körper angebrachtem Dynamit in die Luft sprengen. Sie wurde von den Geiseln an Bord als hübsches, aber ernsthaftes Mädchen wahrgenommen. Sie hätte keine Anzeichen für ihre geplante Aktion gezeigt.
FBI Verhandlungsführer konnten die Gefangenen befreien und Oswald zur Aufgabe zwingen. Es gab weder Verletzte noch Tote. Wie sich später herausstellte, bestand die um Oswalds Brust angebrachte Bombe aus Signalfackeln, die mit einer Türklingel verkabelt worden waren. Robin Oswald wurde nach Jugendstrafrecht behandelt. Das Urteil wurde von Gesetzes wegen in Illinois nicht veröffentlicht.

## Nachwirkung
Garrett B. Trapnell starb 1993 im Gefängnis an einer Lungenaufblähung.